# Bernstadt auf dem Eigen
Bernstadt auf dem Eigen (officiellt: Bernstadt a. d. Eigen, sorbiska: Bjernadźicy) är en tysk stad och (Landstadt) i distriktet Görlitz i förbundslandet Sachsen. Den ligger i landskapet Oberlausitz nära gränsen till Polen och Tjeckien. Staden  har cirka 3 200 invånare. Staden ingår i förvaltningsområdet Bernstadt / Schönau-Berzdorf tillsammans med kommunen Schönau-Berzdorf a. d. Eigen.
Bernstadt nämns 1234 för första gången i en urkund som undertecknades av biskopen i Meissen. Staden och dess omnejd förvaltades länge av ett nunnekloster av Cisterciensorden. Klostret finns kvar nära staden Kamenz men det har inte längre administrativ betydelse för Bernstadt.
På stadens centrala torg står en fontän med namnet Erdachsbrunnen (fontänen vid jordens axel). Namnet kommer från ett skämt. 1873 byggdes på torget en påle av gjutjärn som var del av ortens vattenförsörjning och som hade två lampor monterade på toppen. Studenter från Löbau som besökte staden valde pålen som sin träffpunkt. Någon kom på idén att pålen skulle föreställa jodens axel och studenterna började smörja den efter sina festligheter. 1939 ersattes pålen med en fontän.
Mellan 1893 och 1945 fanns en smalspårig järnväg till Herrnhut. Järnvägen demonterades av sovjetiska enheter som en del av krigsskadeståndet.

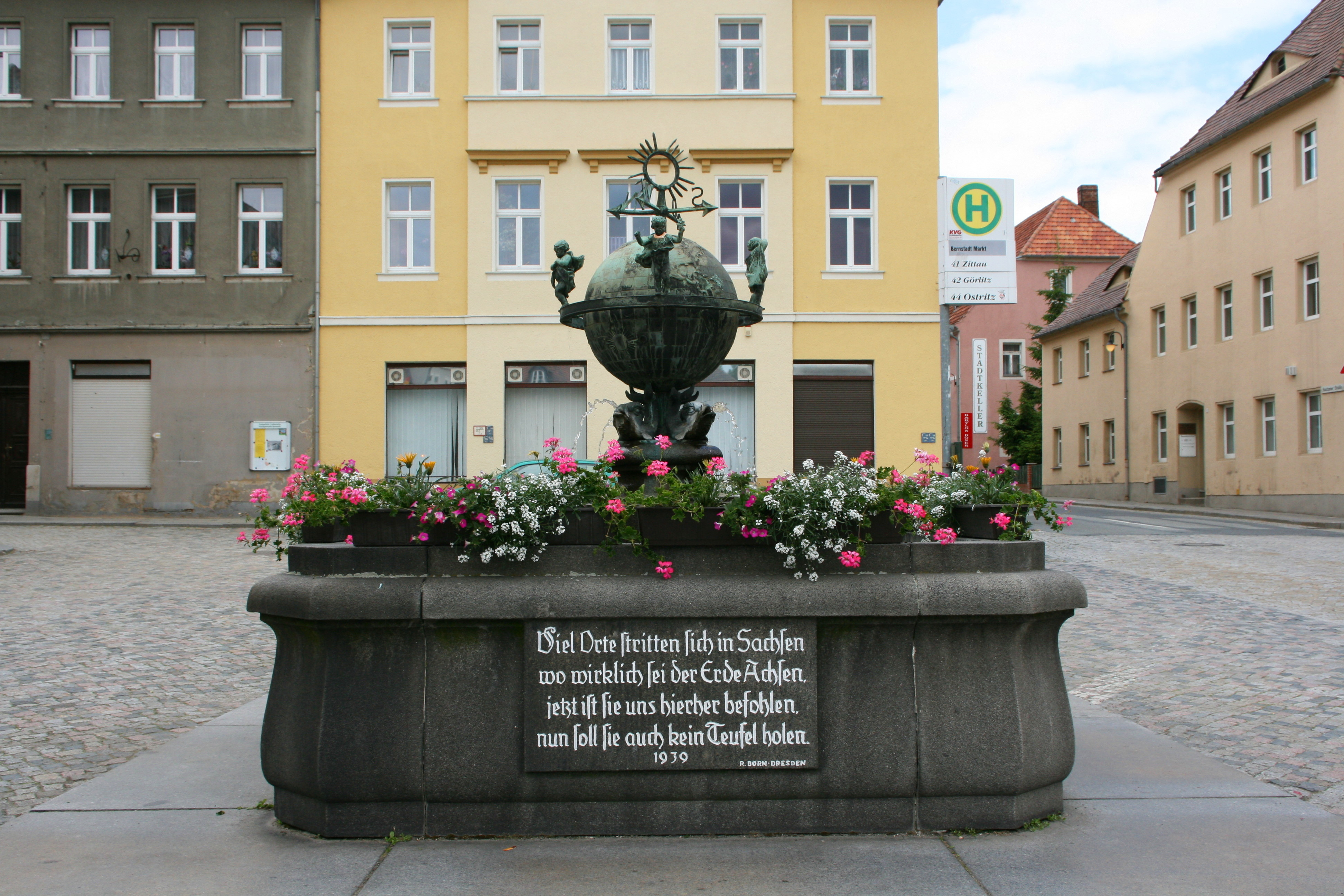
Erdachsbrunnen.
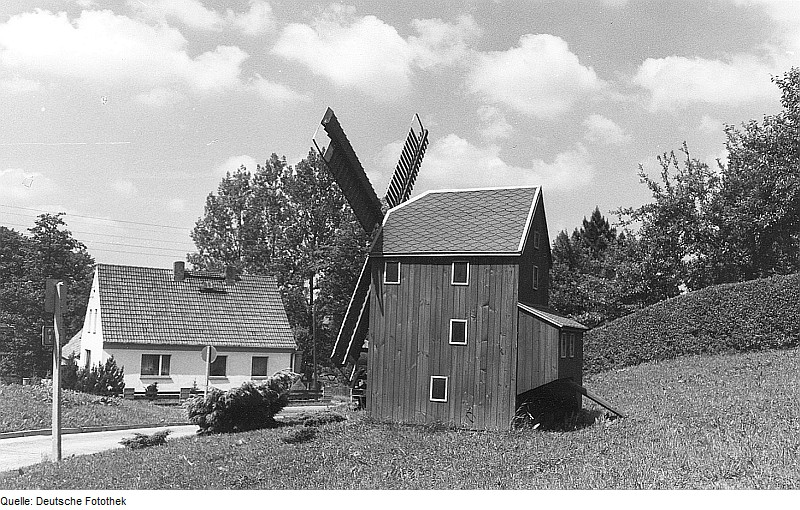
Modell av väderkvarnen som fanns i byn Dittersbach (del av kommunen).
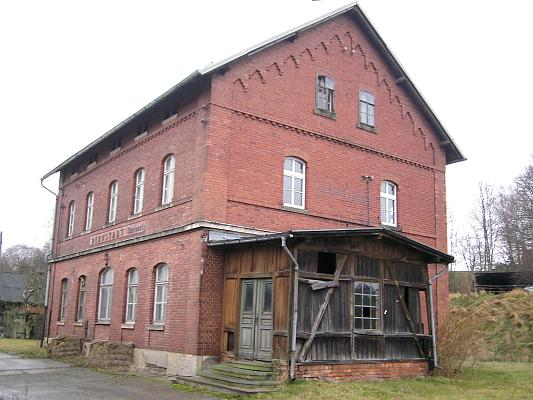
Den numera funktionslösa stationsbyggnaden.